# 人気投票連続ナンバー・ワン 郷ひろみ
『人気投票連続ナンバー・ワン 郷ひろみ』（にんきとうひょうれんぞくナンバー・ワン・ごうひろみ）は、日本のアイドル歌手・郷ひろみが1977年6月21日にCBS・ソニーから発売した5枚目のベストアルバムである。

## 内容
前作『ヒーロー』から1週間ぶり、ベストアルバムとしては『郷ひろみヒット全曲集』から約7ヶ月ぶりの作品。
『ベスト・オブ・ベスト 郷ひろみのすべて』以来となる2枚組作品で、前年度の同名アルバム以降に発売された全作品を対象に選曲されている。

## 収録曲

### Disc 1
1. 悲しきメモリー
21stシングルの表題曲。アルバム初収録。
2. 逢えるかもしれない
14thシングルの表題曲。
3. 桜の五線譜
7thアルバムの収録曲。
4. 浜薔薇
自身主演の映画のサウンドトラック『「おとうと」オリジナル・サウンドトラック』の収録曲。
5. 雨にひとり
6thアルバムの収録曲。
6. あの地平線
7thアルバムの収録曲。
7. 限りなき愛の日々に
7thアルバムの収録曲。
8. あなたがいたから僕がいた
18thシングルの表題曲。
9. 小さな友情
7thアルバムの収録曲。
10. 惜春歌
自身主演の映画のサウンドトラック『「おとうと」オリジナル・サウンドトラック』の収録曲。
11. ある日をさかいに
自身主演の映画のサウンドトラック『「さらば夏の光よ」オリジナル・サウンドトラック』の収録曲。
12. 君のおやじ
6thアルバムの収録曲。
13. 愛すべき僕たち
5thアルバムの収録曲。ビリーバンバンの同名曲のカバー。
14. よろしく哀愁
10thシングルの表題曲。
15. アメリカより愛をこめて
7thアルバムの収録曲。

### Disc 2
1. 真夜中のヒーロー
20thシングルの表題曲。アルバム初収録。
2. 誘われてフラメンコ
13thシングルの表題曲。
3. わるい誘惑
11thシングルの表題曲。
4. 裸のビーナス
5thシングルの表題曲。
5. 20才の微熱
17thシングルの表題曲。
6. 街かどの神話
7thアルバムの表題曲。
7. まぶしい奇跡
21stシングルのカップリング曲。
8. 寒い夜明け
19thシングルの表題曲。
9. 小さな体験
2ndシングルの表題曲。
10. 花とみつばち
8thシングルの表題曲。
11. 魅力のマーチ
6thシングルの表題曲。
12. モナリザの秘密
7thシングルの表題曲。
13. 花のように 鳥のように
12thシングルの表題曲。
14. 恋の弱味
16thシングルの表題曲。
15. バイ・バイ・ベイビー
15thシングルの表題曲。